# Ruth Hurtado
Ruth Ester Hurtado Olave (Temuco, 8 de octubre de 1981) es  bachiller en trabajo social, política y estudiante de derecho chilena. Militante del Partido Republicano, del cual ejerce como secretaria general desde el 4 de febrero de 2023. Desde el 4 de julio de 2021 al 4 de julio de 2022 se desempeñó como miembro de la Convención Constitucional en representación del distrito n° 22 de la región de La Araucanía.

## Familia y estudios
Nació el 8 de octubre de 1982 en Temuco. Es hija de José Segundo Hurtado Riquelme y de Flor María Olave Pérez. Está casada con Rodrigo González Navarro, con quien tiene dos hijas. Se define como Cristiana Evangélica.
Indicó que durante su enseñanza escolar, fue víctima de bullying. Realizó sus estudios medios en el Instituto Superior de Comercio de Temuco. Tiene un Bachiller en Trabajo Social y actualmente estudia la carrera de Derecho en la Universidad Autónoma de Chile.
Se desempeña laboralmente como asesora parlamentaria del diputado de Renovación Nacional, Miguel Mellado. Se ha desempeñado como panelista del matinal "Nuestra Gente", que se transmite en la Región de la Araucanía por el canal Universidad Autónoma de Chile Televisión.

## Carrera política
Es militante y fue desde, el 7 de enero hasta el 8 de septiembre de 2022, vicepresidenta del Partido Republicano de Chile. Fue presidenta de la colectividad, tras la renuncia de Rojo Edwards al cargo. En materia de participación ciudadana, es presidenta de Mujeres por La Araucanía -agrupación que acoge a víctimas de violencia- y socia fundadora de la Corporación Más Mujeres Líderes. A su vez, participa en la iglesia evangélica, en donde ha forjado vínculos con organizaciones Pro Vida y Pro Familia. Fue nombrada una de las 100 Mujeres Líderes de la Región, en 2020. 
En las elecciones del 15 y 16 de mayo de 2021 se presentó como candidata por el 22° distrito, Región de La Araucanía, en calidad de independiente, en cupo de Renovación Nacional, y como parte del pacto Vamos por Chile. Obtuvo 2019 votos correspondientes a un 2,5% del total de sufragios válidamente emitidos siendo electa mediante el mecanismo de la paridad, ya que fue una de las candidatas con menor cantidad de votos a nivel nacional que fue beneficiada por el mecanismo mencionado y siendo la candidata con menos votos en el distrito que estaba representando, considerando que Hurtado prácticamente no necesitaba votos para ganar la elección, solo presentarse como candidata ya que era la única mujer que se presentó en su distrito.
En el proceso de discusión de los Reglamentos de la Convención participó en la comisión de Participación y Consulta Indígena. Posteriormente, se incorporó a la comisión temática de Sistema de Justicia, Órganos Autónomos de Control y Reforma Constitucional. En mayo de 2022 comienza a trabajar en la comisión de Preámbulo. Fue sindicada por la Plataforma Telar como una activa promotora de Fake news sobre el proceso constituyente.
Ha sido crítica del Conflicto en La Araucanía, reprochando la presencia de las convencionales Manuela Royo y Francisca Linconao en la comisión de Derechos Humanos en la Convención Constitucional, acusándolas de tener lazos con la Coordinadora Arauco-Malleco, por lo que fue sancionada por la Comisión de Ética; reprochando el manejo de los presidentes Michelle Bachelet, Sebastián Piñera y Gabriel Boric del conflicto.
Participó como vocera del excandidato José Antonio Kast durante la segunda vuelta de la Elección presidencial de Chile de 2021, en esa función el 26 de noviembre de 2021 durante un programa de CNN Chile mintió indicando que el candidato presidencial nunca tuvo en su programa de gobierno el terminar con el Ministerio de la Mujer y la Equidad de Género. Además, sobre la propuestas contenida en el mismo programa de cerrar a FLACSO, consideró a dicha organización como un brazo de ideología política cuya función era preparar activistas.
En febrero de 2024, anunció su aspiraciones para ser candidata a alcaldesa por Temuco, ciudad de la cual es originaria y ha realizado su vida personal y profesional; sin embargo, y tras no generar consenso en su partido la candidatura en dicha comuna, en marzo del mismo año es anunciada como candidata a alcaldesa por la comuna de Recoleta.Tras ser consultada si vivía en dicha comuna y la ligazón que tendría con esta, señaló que residia en la Región Metropolitana y que conoce la comuna « (...) porque el abuelo de mis hijas vivió allá».Finalmente, el 26 de julio bajó su candidatura. En noviembre del mismo año, la exconsejera constitucional Ninoska Payauna renunció a la colectividad, sindicado como una de las culpables a Hurtado, acusando de destruir la esencia del partido y de realizar comentarios ofensivos sobre la labor de madre de Payauna.

## Historial electoral

### Elecciones de convencionales constituyentes de 2021
- Elecciones de convencionales constituyentes de 2021, para convencional constituyente por el Distrito N.º22 (Angol, Collipulli, Curacautín, Ercilla, Galvarino, Lautaro, Lonquimay, Los Sauces, Melipeuco, Perquenco, Purén, Renaico, Traiguén, Victoria y Vilcún)[17]

| Candidato                     | Pacto             | Partido | Votos  | %     | Resultados   |
| ----------------------------- | ----------------- | ------- | ------ | ----- | ------------ |
| Fuad Chahín Valenzuela        | Lista del Apruebo | PDC     | 11 392 | 14,31 | Convencional |
| Eduardo Cretton Rebolledo     | Vamos por Chile   | UDI     | 7936   | 9,97  | Convencional |
| Gonzalo Arenas Hodar          | Vamos por Chile   | UDI     | 6218   | 7,81  |              |
| Cristian Greenhill Schifferli | Vamos por Chile   | RN      | 5284   | 6,64  |              |
| Ruth Hurtado Olave            | Vamos por Chile   | RN      | 2091   | 2,54  | Convencional |